# Inousses (Messenien)
Die Messenischen Inousses (griechisch Μεσσηνιακές Οινούσσες (f. pl.), auch Inouses Οινούσες, deutsch früher auch Önusen oder Önussä, lokal auch Sapientzes Σαπιέντζες) sind eine kleine Inselgruppe südlich der messenischen Halbinsel auf dem Peloponnes.
Die eigentlichen Inousses liegen einige Kilometer südlich des Hafens von Methoni in der Gemeinde Pylos-Nestoras, zu deren Gebiet sie auch gehören. Die Gruppe besteht aus sechs Inseln und einigen aus dem Meer ragenden Felsen. Obwohl bei der griechischen Volkszählung von 2001 noch sieben Einwohner auf Sapientza und zwei auf Schiza gezählt wurden, gelten sie heute als unbewohnt. Die weiter östlich gelegene Insel Venetiko wird in einigen Beschreibungen auch zu den Inousses gerechnet. Sie liegt südlich des Kap Akritas und gehört zum Gemeindebezirk Koroni.

## Geschichte
Bereits Pausanias erwähnt die Inseln unter dem Namen Oinoussai (altgriechisch Οἰνοῦσσαι). Etymologisch wird der Name auf das altgriechische Wort für „Wein“ – oinos (οἶνος) – zurückgeführt. Als Vater der griechischen Heldin Methone, deren Name dem altgriechischen des heutigen Methoni entspricht, wurde der „Weinmann“ Oineus aus Ätolien genannt, der mythische erste griechische Weinbauer, der von Dionysos den Weinstock erhalten haben soll und laut Ernst Curtius Namensgeber der Inseln ist Benedikt Niese beschreibt die Inseln während der Zugehörigkeit Messeniens zu Sparta als Periöken-Staat. Sehr wenige Spuren auf den beiden größeren Inseln weisen auf eine Besiedlung in römischer Zeit hin.
Nach der Eroberung des Peloponnes durch die Franken kamen die Inseln durch den Vertrag von Sapientza 1209 an die Republik Venedig, zusammen mit Methoni und Koroni, deren historisches Schicksal sie fortan teilten. Sapientza war von je her ein wichtiger Ankerplatz für Schiffe, die Methoni ansteuerten, wovon zahlreiche Schiffswracks im Gebiet um die Insel Zeugnis ablegen. Genuesische Schiffe benutzten die Inseln Sapientza, Elafonisos (italienisch Cervi) und Venetiko als Zwischenstation auf ihrer Handelsroute von Genua in die Ägäis und das östliche Mittelmeer. Nach 1261 stieg die Bedeutung der Zwischenstationen durch die Ausdehnung der Handelsrouten über Pera bei Konstantinopel in das Schwarze Meer noch weiter an. Die Städte Methoni und Koroni wechselten mehrfach die Besitzer, 1354 besiegte die genuesische Flotte bei der Schlacht von Sapientza die venezianische. Während der venezianischen Herrschaft über die Peloponnes zwischen 1687 und 1714 wurden die Inousses der Verwaltung der ebenfalls venezianischen ionischen Inseln unterstellt: Elafonissos (Cervi) unterstand der Verwaltung der (ebenfalls venezianischen) Insel Kythira (Cerigo). Diese Verwaltungsgliederung führte nach der Rückeroberung der Peloponnes durch das Osmanische Reich 1714 und dem Frieden von Passarowitz 1717 dazu, dass die der Peloponnes vorgelagerten Inseln als Teil der unverändert unter venezianischer Oberhoheit unterstehenden Ionischen Inseln angesehen wurden.
Im Griechischen Unabhängigkeitskrieg waren die Inseln Basis für die Flotte der griechischen Aufständischen. Nach der Unabhängigkeit Griechenlands 1832 wurden Sapientza und die anderen Inousses-Inseln vom Königreich Griechenland als zu seinem Territorium zugehörig angesehen. Großbritannien hingegen sah die Inousses als Teil der Ionischen Inseln an, deren Kontrolle es 1815 übernommen hatte. Ab 1839 forcierte Großbritannien seinen Anspruch auf die Inousses-Inseln, vor allem von Sapientza und Elafonisos als Bestandteil Zakynthos’ für die Republik der Ionischen Inseln, was zu diplomatischen Konflikten zwischen Großbritannien und Griechenland führte. Im Februar 1849 flüchteten Gefangene von den Ionischen Inseln über Elafonisos nach Griechenland. Ende August 1849 kamen der britische Außenminister Lord Palmerston und der britische Statthalter auf den Ionischen Inseln, Earl Grey, überein, dass die britische Marine die Insel Elafonisos zurückerobern solle. Neben anderen Faktoren wie der Don-Pacifico-Affäre mündete der griechisch-britische Konflikt 1850 in einer Seeblockade der griechischen Häfen durch die britische Marine. Nach Reparationszahlungen Griechenlands für britische Verluste während des Unabhängigkeitskrieges wurde diese Gebietsforderung fallen gelassen. Griechenland musste über 180.000 Drachmen Entschädigungszahlungen leisten. Die griechische Wirtschaft, insbesondere der Handel, hatten unter der Seeblockade schwer gelitten. Alle Ionischen Inseln gelangten schließlich 1864 endgültig an Griechenland.

## Die einzelnen Inseln
Sapientza verfügt über eine reiche Flora und Fauna, darunter Populationen der Kretischen Wildziege und des Mufflons, die in den 1980er Jahren auf der Insel ausgesetzt wurden. Der nördliche Teil ist großenteils bewaldet, neben Ölbäumen (Olea europaea sylvestris), Kermes- und Steineichen findet sich hier der einzige europäische Wald aus Erdbeerbäumen. Ansonsten dominieren Sträucher wie der Mastixstrauch und der Behaarte Dornginster die felsigen Hügel. Im Norden wird der Sandstrand Ammos von Touristen zum Baden aufgesucht, die Spitze des südlichen Inselteils wird von einem Leuchtturm aus dem Jahr 1892 bekrönt, der 1989 automatisiert wurde, was den Aufenthalt von Menschen auf der Insel überflüssig machte.
Die kleine Insel Bomba liegt vor einer Bucht an der Ostküste Sapientzas namens Porto Longo (Πόρτο Λόγγο), die von alters her ein natürlicher Ankerplatz für Schiffe war. Die Bucht ist durch eine Legende aus dem Leben des Heiligen Paulus bekannt, nach der dieser auf dem Wege nach Rom durch einen Sturm hier strandete.
Südöstlich der Dyo Adelfia („Zwei Geschwister“) genannten kleinen Felseneilande vor der Südküste Sapientzas befindet sich die tiefste Stelle des Mittelmeers, das so genannte Calypsotief, das seinen griechischen Namen (Frear ton Inousson Φρέαρ των Οινουσσών) nach der Inselgruppe trägt und vom griechischen Nestor-Institut zu Forschungszwecken aufgesucht wird.
Auf der relativ flachen Insel Agia Marina befindet sich neben Fundamenten von Häusern aus venezianischer Zeit ein Kirchlein der heiligen Marina von Bithynien. Am Gedenktag der Heiligen, dem 17. Juli, wird die Insel von Pilgern besucht.
Die felsige, schwer zugängliche und eher spärlich bewachsene Felseninsel Schiza ist als Gefechtsübungsplatz der griechischen Streitkräfte militärisches Sperrgebiet. Ansonsten wird sie von Ziegenherden dominiert.

## Übersicht
| Name                                         | griechischer Name | altern. Namen                                                     | Fläche km² | höchste Erh.   | Lage                                                    |
| -------------------------------------------- | ----------------- | ----------------------------------------------------------------- | ---------- | -------------- | ------------------------------------------------------- |
| Sapientza                                    | η Σαπιέντζα       | altgr. Oinousa (Οἰνοῦσα) ital. Sapienza lokal Sakiotsa (Σακιότσα) | 9,018      | Foveri (219 m) | 36° 45′ 50″ N, 21° 42′ 6″ O                             |
| Bomba                                        | η Μπόμπα          |                                                                   | 0,05       |                | 36° 45′ 28″ N, 21° 42′ 30″ O                            |
| Dyo Adelfia                                  | τα Δύω Αδέλφια    |                                                                   | 0,05       |                | 36° 44′ 7″ N, 21° 41′ 42″ O 36° 44′ 11″ N, 21° 42′ 5″ O |
| Agia Marina                                  | η Αγία Μαρίνα     | Agia Mariani (Αγιά Μαριανή) ital. Santa Marina                    | 0,5        |                | 36° 45′ 14″ N, 21° 44′ 28″ O                            |
| Schiza                                       | η Σχίζα           | Karvera (Καρβέρα) ital. Cabrera (Καμπρέρα)                        | 12,13      | Vigla (202 m)  | 36° 43′ 51″ N, 21° 46′ 1″ O                             |
| Venetiko                                     | το Βενέτικο       | altgr. Thēganoussa (Θηγανοῦσσα)                                   | 1,013      |                | 36° 41′ 55″ N, 21° 53′ 14″ O                            |
| Karte mit allen Koordinaten : OSM \| WikiMap |                   |                                                                   |            |                |                                                         |